# پی‌اس کامن‌ولث (۱۸۵۴)
پی‌اس کامن‌ولث (۱۸۵۴) (به انگلیسی: PS Commonwealth (1854)) یک کشتی بود که طول آن ۳۳۰ فوت (۱۰۰ متر) بود. این کشتی در سال ۱۸۵۴ ساخته شد.